# Bồ Tùng Linh (phim truyền hình)
Bồ Tùng Linh (tiếng Trung: 蒲松齡) là một bộ phim truyền hình Hồng Kông 2010 được sản xuất bởi TVB. Nhân vật chính của bộ phim được dựa theo tác giả của tiểu thuyết Liêu trai chí dị — Bồ Tùng Linh.

## Nội dung
Bồ Tùng Linh sinh ra tại trong một gia đình có truyền thống làm tranh năm mới ở Tế Nam. Cha anh luôn mong muốn anh có thể tiếp nối nghề tổ tiên để lại nhưng anh lại hiểu lầm rằng ông đang cấu kết với quan lại tham nhũng nên không nghe lời. Anh có một người bạn là Cao Triết, một bổ đầu cũng căm ghét quan lại tham những như anh. Sau đó trong huyện có lan tin đồn hồ yêu hại người và may mắn Bồ Tùng Linh và Cao Triết được Tiểu Thúy giải cứu khi gặp nguy hiểm. Cô là hồ tiên đến để trả ơn vì khi xưa đã được Bồ Gia cứu vớt. Bên cạnh Bồ Tùng Linh lâu ngày, Tiểu Thúy dần dần có tình cảm với anh.
Sau đó, Bồ Gia nhận được một đơn hàng in tranh tết với số lượng lớn. Để có thể đáp ứng được tiến độ giao hàng nên đã tuyển thêm nữ nhân công. Liễu Tâm Như đắc tuyển vào làm nhưng mục đích chính của cô là để tìm người đã phụ bạc chị gái của mình.

## Phân vai

### Bồ Gia
| Diễn viên       | Vai                    | Ghi chú                                                                     |
| Nhạc Hoa        | Bồ Bàng 蒲槃           | Cha đẻ của Bồ Tùng Linh và Bồ Hạc Linh Ân nhân cứu mạng Tiểu Thúy           |
| Giản Mộ Hoa     | Đổng Tuệ Hân 董慧欣    | Đã mất Mẹ đẻ của Bồ Tùng Linh                                               |
| Trần Tú Châu    | Diệp Vịnh Nhàn 葉詠嫻  | Mẹ kế Bồ Tùng Linh <br Mẹ đẻ Bồ Hạc Linh                                    |
| Mã Tuấn Vỹ      | Bồ Tùng Linh 蒲松齡    | Con trai Bồ Bàng                                                            |
| Mạc Khải Khiêm  | Bồ Hạc Linh 蒲鶴齡     | Con của Bồ Bàng Em cùng cha khác mẹ của Bồ Tùng Linh Con của Diệp Vịnh Nhàn |
| Trần Triển Bằng | Bồ Bách Linh 蒲柏齡    | Chú của Bồ Tùng Linh                                                        |
| Chu Tuệ Mẫn     | Lương Bích Ngọc 梁碧玉 | Vợ Bồ Bách Linh                                                             |
| Giang Vinh Huy  | Đổng Tự Minh 董自鳴    |                                                                             |
| Lưu Ngọc Thúy   | Chu Bảo Yến 朱寶燕     |                                                                             |

### Liễu Gia
| Diễn viên     | Vai                    | Ghi chú                       |
| Lí Mĩ Tuệ     | Liễu Tâm Nghiên 柳心妍 | Chị của Liễu Tâm Như (Đã mất) |
| Chung Gia Hân | Liễu Tâm Như 柳心如    |                               |

### Cao Gia
| Diễn viên     | Vai            | Ghi chú                  |
| Bạch Nhân     | Tống Hảo 宋好  | Mẹ của Cao Triết         |
| Trần Cẩm Hồng | Cao Triết 高喆 | Bạn tốt của Bồ Tùng Linh |

### Lệnh Hồ Gia
| Diễn viên     | Vai                        | Ghi chú                              |
| La Nhạc Lâm   | Lệnh Hồ Cát Tường 令狐吉祥 | Hồ Tiên Ông của Tiểu Thúy            |
| Trần Pháp Lai | Lệnh Hồ Tiểu Thúy 令狐小翠 | Hồ Tiên Có tình cảm với Bồ Tùng Linh |

## Giải thưởng và đề cử
TVB Anniversary Awards (2010)
- Best Drama
- Best Actor (Mã Tuấn Vỹ) (Top 5)
- Best Actress (Chung Gia Hân) (Top 5)
- Best Actress (Trần Pháp Lạp) (Top 15)
- Most Improved Actress (Diêu Tử Linh)

## Tỉ suất người xem
|   | Tuần                        | Tập     | Điểm trung bình | Điểm cao nhất | Tham khảo |
| - | --------------------------- | ------- | --------------- | ------------- | --------- |
| 1 | 7–11 tháng 6, 2010          | 1 — 5   | 30              | 33            | [ 1 ]     |
| 2 | 14–18 tháng 6, 2010         | 6 — 10  | 32              | 34            | [ 2 ]     |
| 3 | 21–24 tháng 6, 2010         | 11 — 14 | 33              | 36            | [ 3 ]     |
| 4 | 28 tháng 6- 2 tháng 7, 2010 | 15 — 19 | 35              | 37            | [ 4 ]     |
| 5 | 5–8 tháng 7, 2010           | 20 — 23 | 35              | 38            | [ 5 ]     |
| 5 | 9 tháng 7, 2010             | 24 — 25 | 37              | 41            | [ 5 ]     |